# 訓錬都監
訓錬都監（フルリョントガム）は、李氏朝鮮の首都防衛を行う軍営の1つ。訓練都監とも表記される。

## 概要
文禄・慶長の役戦中の1593年、柳成龍の提言により戦術訓練の目的で設立され、翌年より防衛部隊として認定された。約1000人規模の職業軍人組織として継続し、最終的には1882年に廃止された。
初期には戦術訓練のための将兵向け兵書の出版が企図されたが、金属活字が日本軍の戦利品として持ち去られたこと、迅速な出版が求められたことから、木製活字が製作され、兵書以外にも資金調達のため一般書籍の出版に流用された。これらを訓錬都監活字本という。

## 階級
- 都提調(正1品)
- 提調(正2品)
- 大将(従2品)
- 中軍(従2品)
- 別将(正3品堂上)
- 千総(正3品堂上)
- 局別将(正3品堂上)
- 把総(従4品)
- 従事官(従6品)
- 哨官(従9品)